# Metachorischizus unicolor
Metachorischizus unicolor là một loài tò vò trong họ Ichneumonidae.